# 스기토타카노다이역
스기토타카노다이역(일본어: 杉戸高野台駅, すぎとたかのだいえき)은 일본 사이타마현 기타카쓰시카군 스기토정에 있는 도부 철도 닛코 선의 역이다. 역 번호는 TN 01이다. 스기토 정의 유일한 철도역으로 이용객들은 다카노다이역으로도 불리고 있다. 정식 이름이나 약칭으로 "스기토 역"이라고 부르지 않는 것은 과거 스기토 역을 지칭한 도부 도부쓰코엔 역과의 혼동을 피하기 위해서이고 스기토 정 구 시가(옛, 스기토주쿠)에는 본 역에서 도부 도부쓰코엔 역 쪽이 가깝기 때문이다.

## 역사
- 1986년 8월 26일: 영업 개시.
- 1999년
  - 3월 23일: 서쪽 출입구(총 2기)에 휠체어 대응형 에스컬레이터 설치, 운용 개시.
  - 12월 20일: 동쪽 출입구(총 2기)에 휠체어 대응형 에스컬레이터 설치, 운용 개시.
- 2000년 1월 31일: 상하 승강장(도부 도부쓰코엔 쪽 계단 총 2기)에 휠체어 대응형 에스컬레이터 설치, 운용 개시.
- 2003년 3월 19일: 제도고속도교통영단(현, 도쿄 지하철) 히비야 선, 한조몬 선, 도큐 덴엔토시 선 직결 운행 열차 정차 개시.
- 2006년
  - 3월 18일: 야간 철도 아이즈키누가와 선, 아이즈 철도 아이즈 선 직결 운행 열차 정차 개시(2013년 3월 15일 종료).
  - 3월 20일: 특급 "키리후리" 283호(현, 285호) 정차 개시(2017년 4월 20일 종료).
- 2009년 3월 25일: 대합실, 상하 승강장에 LED식 발차표 및 서, 동구, 상하 승강장(총 4기)에 엘리베이터 설치, 운용 개시.
- 2010년 2월 18일: 일부 자동 개찰기를 PASMO 전용 개찰기에 전환.
- 2011년 11월 4일: 발차 안내 방송 장치(발차 멜로디) 설치, 운용 개시.
- 2012년 3월 17일: TN 01의 역 번호 도입.
- 2017년 4월 21일: 아사쿠사 역을 18시 이후에 발차하는 하행 특급 열차 정차 개시.

## 역 구조
섬식 승강장 2면 4선의 지상역에서 교상 역사를 갖는다. PASMO 대응 자동 개찰기 설치역으로 정기권은 자동 매표기에서 구입 가능하다(유인 판매소는 없다).
2011년 11월 4일부터 발차 멜로디가 도입되었다.

### 승강장
| 번호 | 노선                 | 방향 | 행선 |
| ---- | -------------------- | ---- | --- |
| 1・2 | 도부 스카이트리 라인 | 상행 | 도부 도부쓰코엔・기타센주・도쿄 스카이트리・아사쿠사・ 히비야 선 나카메구로・ 한조몬 선 시부야・ 도큐 덴엔토시 선 주오린칸 방면 |
| 3・4 | 닛코 선              | 하행 | 미나미쿠리하시・신토치기・도부 닛코・ 기누가와 선 기누가와온센 방면                                                             |

## 역 주변

### 히가시구치
- 국도 제4호선
- 삿테 단지
- 조이풀 혼다 삿테점

### 니시구치
- 스기토 경찰서 스기토타카노다이 역전 파출소
- 스기토타카노다이 우체국
- 무사시노 은행 스기토타카노다이 지점
- 스기토 정립 니시 초등학교
- 스기토 정립 고야다이 초등학교
- 쇼헤이 중・고등학교
- 돗판 인쇄 종합 연구소
- 화학 물질 평가 연구 기구 도쿄 사업소
- 마루야 다카노다이점

## 사진

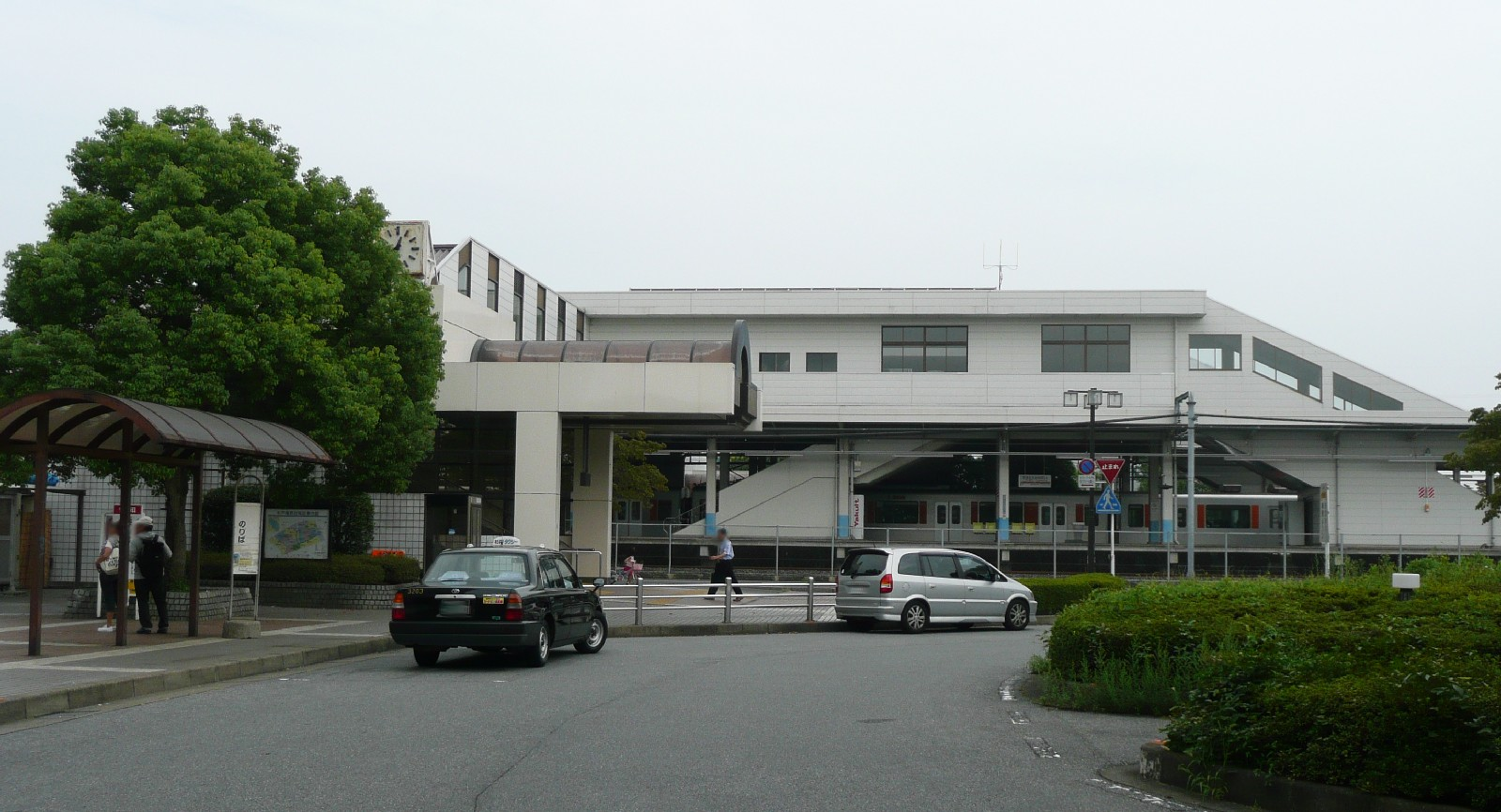
서쪽 출입구
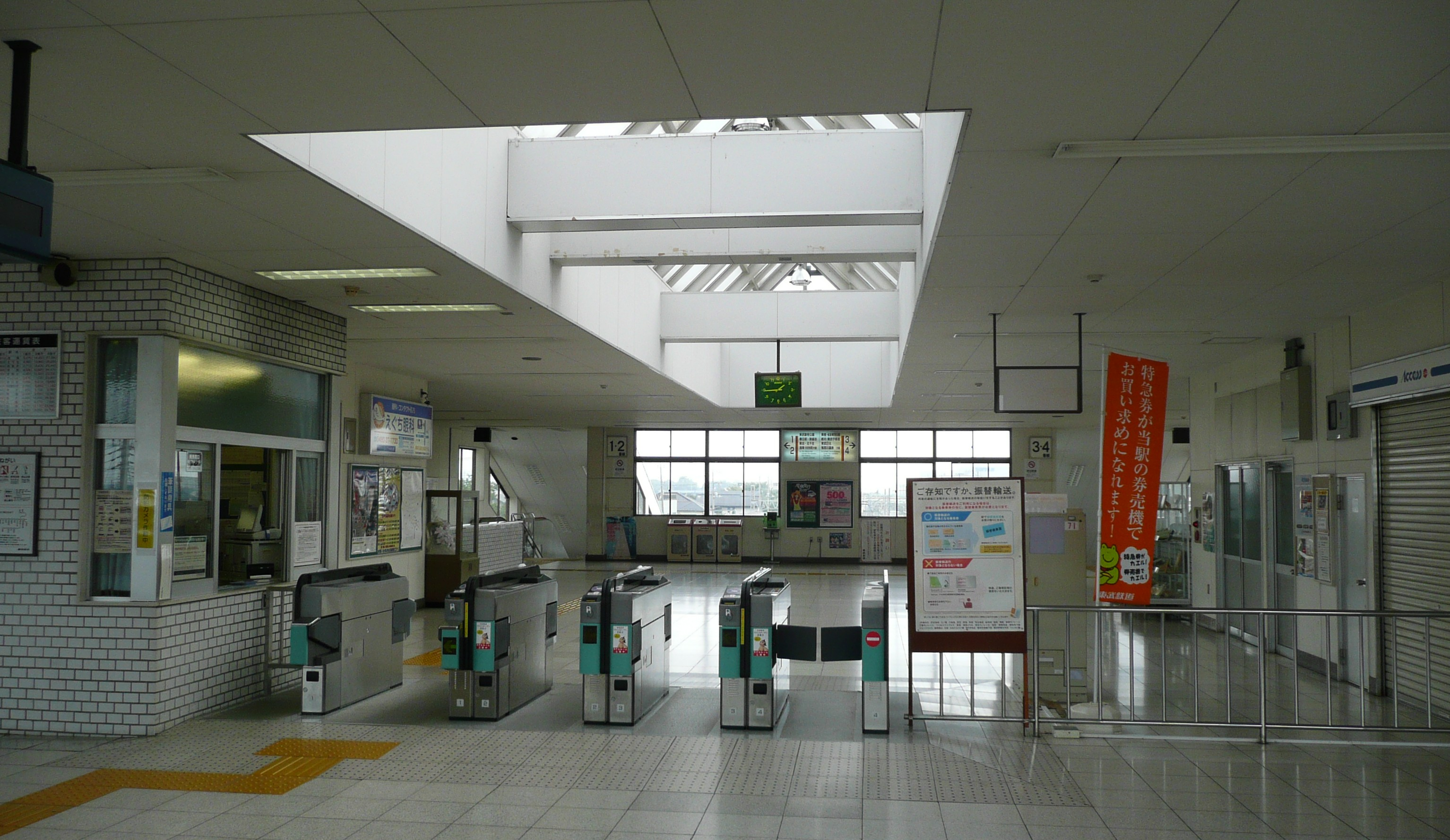
개찰구

## 인접역
| 도부 철도 닛코 선                          | 도부 철도 닛코 선                            | 도부 철도 닛코 선         |
| ------------------------------------------ | -------------------------------------------- | ------------------------- |
| TS 30 도부 도부쓰코엔 도부 도부쓰코엔 방면 | ■ 급행 ■ 구간 급행 ■ 준급 ■ 구간 준급 ■ 보통 | 삿테 TN 02 도부 닛코 방면 |